# Hikaría-apacs háború

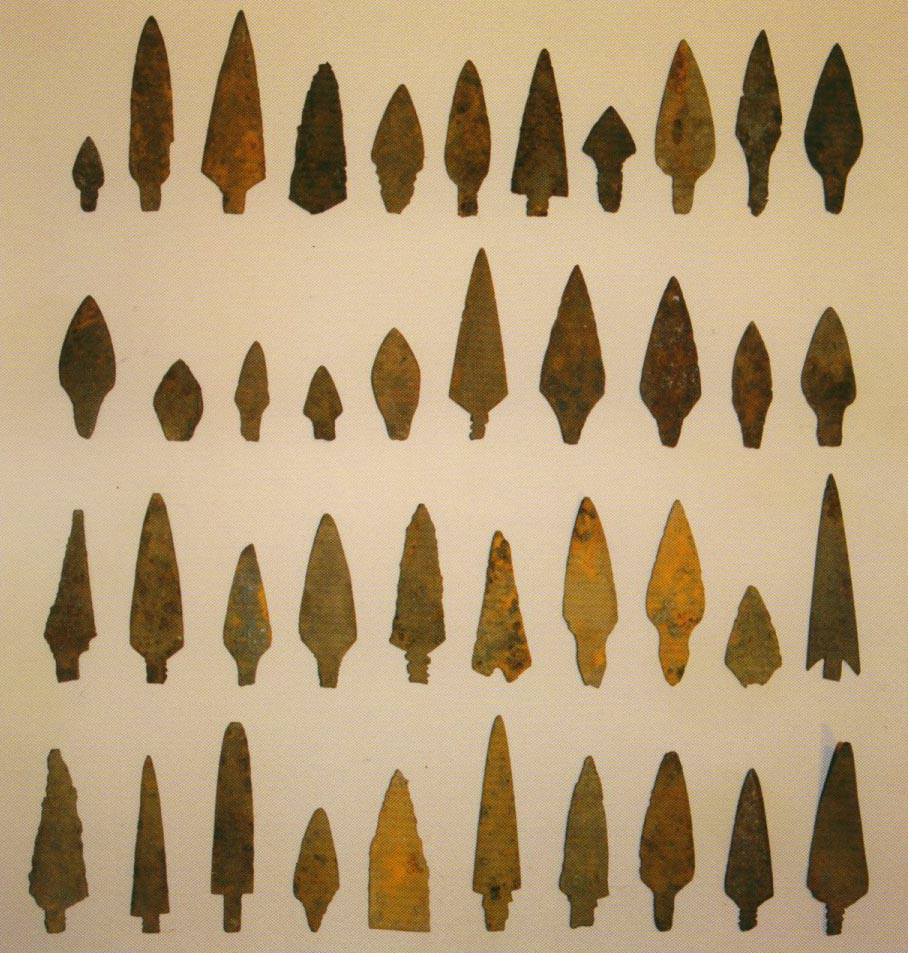
Nyílhegyek, amelyeket a cieneguillai csata mezején találtak.

A hikaría-apacs háború a hikaría-apacsok és az Egyesült Államok hadserege között folyt Új-Mexikó területén 1849 és 1854 között. Az Utah törzs is jelentős szerepet játszott a konfliktusban, mivel szövetségben álltak a hikaríákkal. A háború akkor kezdődött, amikor az apacsok és az utak portyázni kezdtek a telepesek ellen a Santa Fe Trailen. Ezt 1853-ban az Egyesült Államok hadserege megtorolta, ami csaták és hadjáratok sorozatát eredményezte, amelyek 1854-ben értek véget, amikor egy nagy katonai expedíciónak sikerült elfojtania az erőszak nagy részét. Néhány kisebb csetepaté azonban 1855-ben is folytatódott.